# Hazel Abel
Hazel Hempel Abel, född 10 juli 1888 i Plattsmouth, Nebraska, död 30 juli 1966 i Lincoln, Nebraska, var en amerikansk republikansk politiker. Hon representerade delstaten Nebraska i USA:s senat från 8 november till 31 december 1954. Abel var den första kvinnan som valts till senaten från Nebraska.

## Biografi
Abel gick i skola i Omaha. Hon utexaminerades 1908 från University of Nebraska. Hon arbetade sedan som lärare i matematik, engelska, latin och tyska. Hon gifte sig 1916 med George P. Abel. Hon var verkställande direktör för Abel Construction Company 1937-1952. Den befattningen tillträdde hon efter makens död.
Senator Dwight Griswold avled 1954 i ämbetet och Eva Bowring blev utnämnd till senaten. I samband med senatsvalet 1954 som gällde den kommande ordinarie mandatperioden inrättades även ett fyllnadsval som gällde de återstående knappa två månaderna i den pågående mandatperioden. Carl Curtis vann valet som gällde den sexåriga mandatperioden men även det korta snuttet som senator inspirerade Nebraskapolitikerna till ett val med hård konkurrens. Sexton republikaner och tre demokrater anmälde sin kandidatur inför fyllnadsvalet. Efter en intensiv kampanj vann Abel som därför kallades "Hurricane Hazel". Den 8 november fick hon som första kvinna i senatens historia efterträda en kvinnlig senator. Hon avgick den 31 december och efterträddes följande dag av Curtis.
Abel avled 1966 och gravsattes på Wyuka Cemetery i Lincoln.